# Lautgesetz
Lautgesetz nennt man einen bestimmten, regelhaften Lautveränderungsprozess. Es handelt sich damit neben Analogie und Entlehnung um eines der grundlegenden Phänomene des Sprachwandels.
Lautgesetze gelten jeweils nur für eine Sprache oder einen Dialekt und wirken auch nur über einen begrenzten Zeitraum. Sie betreffen, sofern es sich nicht um einen kombinatorischen Lautwandel handelt, ein bestimmtes Phonem mit normalerweise nur sehr wenigen, oft durch bestimmte Umstände erklärbaren Ausnahmen.

## Beispiele für Lautgesetze
Ein solches Lautgesetz (Entrundung, ab 12. Jahrhundert) hat beispielsweise die mittelhochdeutschen Phoneme /ø/ und /y/ in vielen deutschen Dialekten mit /e/ und /i/ zusammenfallen lassen.
Ein Lautgesetz, nämlich die Zweite (Hochdeutsche) Lautverschiebung, ist ebenfalls der Grund dafür, dass bei Wörtern germanischen Ursprungs, dort wo im Englischen ein < th > steht, im Deutschen meist ein < d > steht, beispielsweise:
- dies – this
- denken – think
- dick – thick
- dünn – thin
- Durst – thirst
- Dorn – thorn
- drei – three

## Geschichte der Theorie der Lautgesetze
Jacob Grimm formulierte, nachdem 1811 Rasmus Rask bereits Belege für Lautveränderungen in germanischen Sprachen veröffentlicht hatte, 1822 ein erstes Lautgesetz für die germanischen Sprachen, das als „Erste Lautverschiebung“ bezeichnet wird. Für die historische Sprachwissenschaft ist das Postulat der Ausnahmslosigkeit der Lautgesetze zentral. Es fordert den Wissenschaftler heraus, auch dort nach Lautgesetzen zu suchen, wo diese nicht offenkundig auf der Hand liegen. Die „Ausnahmslosigkeit“ verbietet dem Forscher, vorschnell aufzugeben und eine Entwicklung als Ausnahme zu „erklären“. Scheinbare Ausnahmen entpuppen sich bei genauem Studium häufig als Lautgesetze in etwas komplizierterer Formulierung.
Es waren die Sprachwissenschaftler der Leipziger Schule, auch Junggrammatiker genannt, die die Ausnahmslosigkeit zu ihrem Credo erhoben. Im so genannten Junggrammatischen Manifest schreiben Karl Brugmann und Hermann Osthoff:
„Aller lautwandel, soweit er mechanisch vor sich geht, vollzieht sich nach ausnahmslosen gesetzen, d. h. die richtung der lautbewegung ist bei allen angehörigen einer sprachgenossenschaft, außer dem fall, daß dialektspaltung eintritt, stets dieselbe“
Mit nicht-mechanischem Lautwandel sind hier vor allem Analogie und Entlehnung gemeint. Das junggrammatische Bekenntnis ist komplizierter, als es scheint, denn die „sprachgenossenschaft“ bzw. die Grenzen von Dialekten werden ja gerade durch die Lautgesetze definiert.
Am fruchtbarsten ist es sicherlich die Forderung der Ausnahmslosigkeit als methodisches Postulat zu verstehen. Tatsächlich haben die Junggrammatiker (und wohl auch die Forscher vor ihnen!) praktisch auf der Basis eines so verstandenen methodischen Postulats gearbeitet.
Auf der Grundlage der Ausnahmslosigkeit brandmarkten die Junggrammatiker viele bis zu ihrer Zeit anerkannte Wortverwandtschaften als „unmöglich“. Dieses Wort muss in jenen Jahren in Leipzig oft gefallen sein und wurde den älteren Sprachwissenschaftlern (Georg Curtius, Leipzig, August Friedrich Pott, Halle) von ihren ehemaligen Schülern immer wieder entgegengehalten. Dieser Streit zwischen den Jüngeren (die dann als Junggrammatiker verspottet wurden) und den Älteren ist als Lautgesetz-Streit in die Wissenschaftsgeschichte eingegangen. In schriftlicher Form hat ihn der Altphilologe Georg Curtius vom Zaun gebrochen; die ersten Antworten gab es von Karl Brugmann und Berthold Delbrück.
Neben dem grundsätzlichen Methodenstreit ging es in diesen Schriften auch um konkrete Meinungsverschiedenheiten. So wurde den Junggrammatikern klar, dass das Sanskrit (Altindische) nicht so ursprünglich und konservativ war, wie man bis dahin geglaubt hatte. Die vorige Forschergeneration hatte noch geglaubt, dass der a-Laut des Sanskrit in vielen europäischen Sprachen wie Latein oder Altgriechisch zu e oder o geworden war. Allerdings konnten die Alten nicht erklären, warum der a-Laut mal a blieb und mal zu e oder o wurde. Bereits Franz Bopp, der Begründer der Indogermanistik, hatte vergeblich nach Bedingungen für die jeweils unterschiedliche Entwicklung aus dem vermeintlichen Ursprungsvokal a gesucht („ohne daß sich sichere Gesetze für die jedesmalige Wahl aus diesen drei Vokalen angeben ließen“). Aus dem Postulat der Ausnahmslosigkeit folgte für die Junggrammatiker, dass nicht das Sanskrit die alten Vokale am besten erhalten hatte, sondern die europäischen Sprachen und dass a, e und o im Sanskrit zu einem a-Laut zusammengefallen waren.